# Alain Bugat
Pour les articles homonymes, voir Bugat.
Alain Jean Marie Bugat (1948-2019) est un ingénieur Ingénieur général de l'armement français.
Administrateur général du CEA (2003-2009), il est ensuite cofondateur de la société NucAdvisor, puis président de l'Académie des technologies (2015-2016).

## Biographie
Après des études en classes préparatoires au lycée Louis-le-Grand, Alain Bugat entre en 1968 à l'École polytechnique dont il est diplômé en 1970. À la sortie de Polytechnique, comme 39 polytechniciens de sa promotion, il rejoint le Corps des ingénieurs de l'armement.
Il rejoint alors le CEA/DAM où il reste pendant une quinzaine d'années avec une parenthèse de deux ans comme chef de l'observatoire des stratégies industrielles au ministère de l'Industrie de 1982 à 1984, auprès de Louis Gallois.
En 1989 il est nommé directeur général adjoint puis directeur général de CISI, société née de la filialisation des services informatiques du CEA, avant de devenir directeur des technologies avancées au CEA de 1992 à 1999. Il est président de TechnicAtome de 1999 à 2003.
Il est administrateur général du CEA de 2003, à 2009,,. Auditionné le 6 décembre 2007, il lève partiellement le voile sur la genèse du mémorandum nucléaire du 25 juillet 2007.
À ce poste d'administrateur général, il œuvre notamment à l'élargissement du champ d'action du CEA vers les énergies renouvelables. Cet élargissement se traduit en 2009 par le changement de nom du CEA en 2009, qui devient "Commissariat à l'énergie atomique et aux énergies alternatives".
À l'issue de son second mandat à la tête du CEA il devient directeur général de NucAdvisor, société de conseil en ingénierie nucléaire dont il est le fondateur, en 2009, et qu'il préside jusqu'en 2014.
Il prend en 2015 la présidence de l'Académie des technologies de 2015 à 2016. Alain Bravo lui succède à ce poste en 2017.
Il meurt le 20 janvier 2019,.

## Distinctions
- Chevalier de l'ordre de la Légion d'Honneur (2001)[16],
- Chevalier (1994) puis officier (2005)[17] et commandeur de l'ordre national du mérite (2018)[18],
- Chevalier de l'ordre des Arts et des Lettres (2004) pour son action en faveur de Nucléart[19].